# Kowalewice (Łódź)
Pour les articles homonymes, voir Kowalewice.
Kowalewice est une localité polonaise de la gmina de Parzęczew, située dans le powiat de Zgierz en voïvodie de Łódź.